# Orival (Sekwana Nadmorska)
Orival – miejscowość i gmina we Francji, w regionie Normandia, w departamencie Sekwana Nadmorska. Przez miejscowość przepływa Sekwana. 
Według danych na rok 1990 gminę zamieszkiwały 1004 osoby, a gęstość zaludnienia wynosiła 105 osób/km² (wśród 1421 gmin Górnej Normandii Orival plasuje się na 237. miejscu pod względem liczby ludności, natomiast pod względem powierzchni na miejscu 374.).